# Pierre-Alexandre Gratet-Duplessis
Pierre-Alexandre Gratet-Duplessis, né le 16 décembre 1792 à Janville et mort le 21 mai 1853 à Paris 11e, est un écrivain français. 

## Biographie
Entré dans l’Université en 1811, Gratet-Duplessis a été successivement professeur dans divers collèges, proviseur de celui d’Angers, inspecteur de l’académie de Caen, deux fois recteur de l’académie de Douai, et dans l’intervalle recteur de l’académie de Lyon.
Homme grave et savant, connaissant les principales langues vivantes de l’Europe, il cultivait surtout la bibliographie et la littérature légère. Dans les dernières années de sa vie, il a publié, sous le pseudonyme de Hilaire le Gai, une collection de petits livres compilés pleins de gaieté et de verve. Duplessis a fait imprimer ou réimprimer, à un petit nombre d’exemplaires, et avec de courtes notices signées G.-D., diverses pièces rares et curieuses ou inconnues.
Marié à la fille de Pierre Antoine Jolly des Hayes, petite-fille du maire de Chartres Germain Nicolas Foreau, il est le père de l’historien Georges Duplessis.

## Publications

### Monographies
- Bibliographie parémiologique : études bibliographiques et littéraires sur les ouvrages, fragmens d'ouvrages et opuscules spécialement consacrés aux proverbes dans toutes les langues ; suivies d'un Appendice contenant un choix de curiosités parémiographiques, Paris, 1847, viii-520, in-8º (lire en ligne sur Gallica).
- Essai historique sur les établissements littéraires de Douai, depuis le quatorzième siècle jusqu’à nos jours, comprenant une notice sur la bibliothèque publique et sur les principales bibliothèques particulières de cette ville, Douai, 1842, in-8º.
- Des devoirs et des qualités du bibliothécaire, traduction française d’un discours latin de Jean-Baptiste Cotton des Houssayes, Paris, 1839, in-8º.

### Éditions scientifiques
- L’Ordre des bannerets de Bretagne, mis en rimes françaises, Caen, 1827.
- Le Doctrinal des nouveaux mariés, Chartres, 1830.
- Le Doctrinal des nouvelles mariées, Chartres, 1830.
- L’Advocat des dames de Paris, touchant les pardons saincts Trotet, Chartres, 1832.
- Mirouër des femmes vertueuses, Paris, 1840.
- les Faintises du monde, de Pierre Gringoire, Douai, 1841.
- La Fleur des proverbes français, Paris, 1851.
- Réflexions, sentences et maximes morales de La Rochefoucauld, édition annotée précédée d’une notice biographique et littéraire de Sainte-Beuve, Paris, in-8º, 1853.
- Le Livre des miracles de Notre-Dame de Chartres, écrit en vers par Jehan le Marchant, 1855.
- Un million de calembours, charges, lazzis, bons mots, quolibets, parades de Bobêche, etc., Paris, Passard, 1851, 498 p., 1 vol. ; in-32 (OCLC 37624405, lire en ligne sur Gallica).